# Lars Magnus Larsson
Lars Magnus Larsson, född 25 december 1951 i Karlstad, är en svensk skådespelare, regissör och musiker. Han tillhör den fasta ensemblen vid Folkteatern i Göteborg.

## Biografi
Larsson utbildade sig till musiklärare på SÄMUS i Göteborg och var på 1970-talet medlem i gruppen Text & Musik på elbas, trumpet och gitarr. Som skådespelare på Folkteatern har han bland annat spelat i Stig Larssons VD och Lars Molins Tre kärlekar samt varit Agamemnon i Lars Noréns uppsättning av Aischylos Orestien.

## Filmografi
- 1984 – Taxibilder (TV-serie)
- 1984 – Träpatronerna (TV-serie) (även 1988)
- 1992 – Damen i handskdisken
- 1995 – Hem till byn (TV-serie)
- 1999 – Full frys (TV-serie)
- 2000 – Sjätte dagen (TV-serie)
- 2001 – En ängels tålamod (TV-serie)
- 2004 – Elixir
- 2005 – Krama mig
- 2005 – Tjejen med videokameran
- 2007 – Den man älskar
- 2010 – Kommissarie Winter (TV-serie)
- 2010 – Sweaty Beards
- 2012 – Johan Falk: Organizatsija Karayan
- 2018 – Vår tid är nu (TV-serie)
- 2025 – Stenbeck (TV-serie)

## Teater

### Roller (ej komplett)
| År   | Roll | Produktion                                           | Regi               | Teater      |
| ---- | ---- | ---------------------------------------------------- | ------------------ | ----------- |
| 1997 |      | Europa David Greig                                   | Joachim Siegård    | Folkteatern |
| 1997 |      | La Barracca Lars-Eric Brossner och Kjell Sundstedt   | Eva Gröndahl       | Folkteatern |
| 2000 |      | Snart kommer tiden Line Knutzon                      | Lars-Eric Brossner | Folkteatern |
| 2004 |      | Tre farbröder som inte ville dö Suzanne van Lohuizen | Lars-Eric Brossner | Folkteatern |